# Хачатурян, Карэн Суренович
Карэн Суренович Хачатуря́н (19 сентября 1920, Москва — 19 июля 2011, там же) — советский и российский композитор и педагог. Народный артист РСФСР (1981). Лауреат Государственной премии СССР (1976) и Российской Федерации (2002). Член КПСС с 1952 года.

## Биография
Карэн Хачатурян родился 19 сентября 1920 года в Москве, в семье театрального режиссёра Сурена Хачатуряна, брата знаменитого советского композитора Арама Хачатуряна (1903—1978). Дом Хачатурянов, по словам Арама Ильича, жившего в то время в семье старшего брата, «был своеобразным артистическим клубом, где собирались многие видные деятели искусства». В числе постоянных гостей были известные актеры О. Абелян, В. Папазян, С. Кочарян, художники М. Сарьян, В. Фаворский, И. Невинский, А. Лентулов, С. Бирман, С. Гиацинтова, И. Берсенев, литератор М. Лозинский, музыканты А. Александров, В. Оранский и другие. В семье Сурена Ильича, которая в 1920-е годы поселилась в одном из тихих переулков Арбата, всегда звучала музыка, велись взволнованные споры о судьбах театрального искусства, обсуждались литературные новинки.
В детстве Карэн Хачатурян вместе с родителями посещал спектакли Художественного театра, его студий и организованного в 1920-е годы Детского театра. Когда Карэну исполнилось 8 лет, его отдали в Музыкальную школу имени Гнесиных, в класс фортепиано Ольги Гнесиной. В те годы Карэн посещал детскую группу по сочинению, которую организовал преподаватель Гнесинского училища Евгений Месснер. Вместе с ним группу посещали композиторы Борис Чайковский, Александр Чугаев.
В 1938 году Карэн Хачатурян поступил в Музыкальное училище при Московской консерватории, где занимался сразу по двум специальностям: по фортепиано у Бориса Медведева и В. В. Чертовой; по композиции у профессора Генриха Литинского.
В 1949 году окончил Московскую консерваторию (1949).
За длительную жизнь в культуре судьба даровала Карэну Суреновичу исключительную возможность уникального творческого и человеческого общения. В числе педагогов К. С. Хачатуряна — В. Я. Шебалин, Н. Я. Мясковский и Д. Д. Шостакович, в ряду духовных наставников — С. С. Прокофьев и И. Ф. Стравинский. Если «главной партией» жизни музыканта всегда было творчество, то в качестве «побочной», однако очень знаковой, выступила педагогика. Чародей оркестра, К. Хачатурян передавал многим поколениям музыкантов своё удивительное слышание и знание оркестра. Органически восприняв наставническую миссию педагога, К. Хачатурян так отзывался о своих учителях: «Больше всего я признателен судьбе за то, что встретился в жизни с такими замечательными людьми и музыкантами, как В. Я. Шебалин, Д. Д. Шостакович и Н. Я. Мясковский. Им я обязан тем, что стал композитором. У них в классе я приобрел уверенность в своих силах, опыт, кругозор. Их жизнь, беззаветно отданная родному искусству, всегда являлась для меня примером».
Музыкальная общественность, коллеги-профессионалы, любители музыки открыли незаурядный талант К. Хачатуряна буквально с первых шагов его творчества. Д. Д. Шостакович подчеркивал свойственные композитору «глубину мысли, виртуозную разработку материала, совершенство его воплощения, красиво льющиеся мелодии, удивительные звучания». Творчество Карэна Хачатуряна отличается разнообразием жанров, обращением к различным национальным ладовым пластам, широким использованием полифонических форм.
В кино с 1950 года, автор музыки к 50 игровым и анимационным фильмам, 20 театральным постановкам. Перу композитора принадлежит музыка к кинофильмам: «Братья» (1958, СССР-Корея), «Ждите писем» (1960), «Разноцветные камешки» (1960), «Високосный год» (1961), «Большая дорога» (1962), «Семь нянек» (1962), «Дети Памира» (1963), «Негасимое пламя» (1964), «Спящий лев» (1965), «Выстрел» (1966), «Вий» (1967), «Странные люди» (1969), «О друзьях-товарищах» (1970), «Единственная дорога» (1975), «Родные» (1978) и другим.
Музыка К. Хачатуряна известна не только в нашей стране, но и за рубежом. Она звучала в Италии, Швеции, Финляндии, Югославии, Польше, Австрии, США, Чехословакии, Японии, Австралии, Болгарии, Германии, Франции, Голландии, Бельгии, Англии. Резонанс, вызванный исполнением музыки К. Хачатуряна за рубежом, привлекает к нему внимание музыкальной общественности разных стран.
Тесные дружеские и творческие контакты связывали Карэна Хачатуряна с выдающимися композиторами, исполнителями, художниками и театральными деятелями разных поколений, среди которых: Сергей Прокофьев, Игорь Стравинский, Карл Орф, Кшиштоф Пендерецкий, Николай Эрдман, Георгий Свиридов, Николай Пейко, Борис Чайковский, Моисей Вайнберг, Лазарь Сарьян, Мстислав Ростропович, Эмиль Гилельс, Давид Ойстрах, Святослав Рихтер, Леонид Коган, Валентин Берлинский, Юрий Абдоков, Юрий Григорович, Роман Леденев и др.
Возглавлял жюри многочисленных  конкурсов и фестивалей, в том числе:  XI  Международного конкурса им. П.И. Чайковского у виолончелистов (1998 ); Международного конкурса композиторов им. Николая Пейко (2000-2011); I и II Детских конкурсов пианистов м. Д.Д. Шостаковича (1995, 1999) и др. Входил в редколлегию журнала "Советская музыка", возглавлял редакционные советы в издательствах "Советский композитор", "Музыка".
С 1952 по 2011 год преподавал в Московской консерватории (с 1981 года — профессор). Среди его учеников: А. Чайковский, А. Шнитке, С. Губайдулина, А. Балтин, А. Виеру (Румыния), Н. Терахара (Япония), Кан Сан У (КНР), В. Бабушкин, В. Полянский, А. Ариян, А.Латиф-Заде и многие др.
Скончался на 91-м году жизни 19 июля 2011 года в Москве. Урна с прахом захоронена на Новодевичьем кладбище.

## Семья
Отец Сурен Хачатурян, театральный деятель, режиссёр 1-й студии МХАТ, ученик К. С. Станиславского, основатель Армянской драматической студии в Москве. Мать Сара Михайловна Дунаева-Хачатурян — театральный художник. C раннего возраста увлекалась живописью и театром, окончила историко-философское отделение Высших женских курсов в Москве, в течение многих лет работала театральным художником.
Дядя — Арам Хачатурян, — композитор, педагог, дирижёр, народный артист СССР.
Двоюродный брат — Эмин Хачатурян, дирижёр.
Двоюродная сестра — Лейла Хачатурян, драматическая актриса, народная артистка Армении, 
актриса Ереванского Русского театра им. Станиславского.
Жена — Антонина Яковлевна. Дети — Дмитрий и Наталья.

## Награды
- Орден «За заслуги перед Отечеством» IV степени (21 марта 2007 года) — за большой вклад в развитие культуры и искусства, многолетнюю плодотворную педагогическую деятельность[5]
- Орден Почёта (18 сентября 2000 года) — за большой  вклад в развитие музыкального искусства[6]
- Орден Дружбы (19 сентября 1995 года) — за заслуги перед государством, успехи, достигнутые в труде[7]
- Народный артист РСФСР (2 ноября 1981 года) — за заслуги в развитии советского музыкального искусства[8]
- Заслуженный деятель искусств РСФСР (16 сентября 1971 года) — за заслуги в области советского музыкального искусства[9]
- Почётная грамота Президента Российской Федерации (6 марта 2011 года) — за большие заслуги в развитии отечественной культуры и многолетнюю творческую деятельность[10]
- Государственная премия СССР (1976) — за балет «Чиполлино», поставленный на сцене КУАТОБ имени Т. Г. Шевченко (Премия за произведения для детей).
- Государственная премия Российской Федерации в области литературы и искусства 2001 года (10 июня 2002 года) — за «Дифирамб в честь С. С. Прокофьева» для симфонического оркестра, симфонию № 4 («Эпитафия») для струнного оркестра и ударных[11]
- Премия Мэрии Москвы в области литературы и искусства (1999)
- Лауреат премии Союза композиторов России имени Д. Д. Шостаковича (2001)
- Лауреат балетного приза «Маг танца» (2010)
- «Серебряный крест» Союза армян России — за огромный вклад в пропаганду армянского музыкального искусства, укрепление дружбы и сотрудничества в области культуры между армянским и русским народами, ознакомление мировой общественности с Арменией и её музыкальной культурой[12]

## Основные сочинения
- Соната для скрипки и фортепиано, op. 1. 1-я премия на конкурсе молодых композиторов в Праге (1947). Впоследствии её неоднократно исполняли и записывали Д. Ойстрах и В. Ямпольский, Л. Коган, Я. Хейфец, Э. Грач, С. Снитковский, М. Фихтенгольц, Л. Исакадзе, И. Безродный, В. Климов, А. Михлин, О. Крыса, М. Безверхний и многие другие.
- Симфониетта, Увертюра, Первая сюита (1949).
- Соната для виолончели и фортепиано (1966). Посвящена её первому исполнителю — Мстиславу Ростроповичу. Её неоднократно исполняли и записывали М. Ростропович, Д. Шафран, Н. Шаховская, Д. Герингас, М. Хомицер, М. Уткин, Д. Шаповалов, И. Гаврыш, В. Яглинг и многие другие.
- Пять симфоний (1955, 1968, 1982, 1985, 2009). Симфонии исполняли и записывали дирижёры Е. Светланов, Г. Рождественский, В. Федосеев, В. Гергиев, М. Шостакович, В. Синайский, А. Кац, Г. Провоторов, М. Юровский и другие.
- "У вербы одинокой". Кантата для смешанного хора и симфонического оркестра. Слова М. Лисянского (1950)
- Оратория «Миг истории» для чтеца, хора и симфонического оркестра (1971)
- "Поэма матерей". Вокальный цикл на слова Габриэлы Мистраль для сопрано в сопровождении фортепиано (1975)
- Концерт для виолончели с оркестром (1983)
- Дифирамб для симфонического оркестра в честь Сергея Прокофьева (1991—1996)
- Концерт для скрипки с оркестром (2009)
- Сюиты для малого оркестра (1949, 1953, 1954, 1980)
- Концертные марши (1952, 1976, 1979)
- Оперетта «Простая девушка», слова С. Ценина [13] (в 1967 году издана на пластинках на фирме «Мелодия»). В спектакле принимали участие Т. Шмыга, А. Котова, О. Власова, В. Шишкин, С. Аникеев, А. Степутенко, А. Беседин и другие звезды оперетты.
- «Чиполлино» — балет в 3 действиях (1973, запись 1977 года издана на фирме «Мелодия» в 1978 году, а в CD-формате[14] — в 2009 году).

## Камерно-инструментальные произведения
1. Струнный квартет памяти отца (1969).
2. Второй струнный квартет (1998)
3. Трио для скрипки, валторны и фортепиано (1981)
4. Трио для скрипки, альта и виолончели (1984, по заказу Венского общества Альбана Берга)
5. Интродукция и фуга для органа (1972)
6. 7 пьес для электрооргана (1982)
7. Детская музыка для фортепиано (1978)
8. Adagio для виолончели и фортепиано (2004)
9. «Меридианы» для квинтета деревянных духовых инструментов (1993)

## Музыка к фильмам
- 1957 — Братья
- 1960 — Ждите писем
- 1960 — Разноцветные камешки
- 1961 — Високосный год
- 1962 — Большая дорога
- 1962 — Дети Памира
- 1962 — Семь нянек
- 1964 — Негасимое пламя
- 1965 — Сегодня — новый аттракцион
- 1965 — Спящий лев
- 1966 — Выстрел
- 1967 — Вий
- 1967 — Северо-западнее Берлина
- 1968 — Полчаса на чудеса
- 1969 — Странные люди
- 1970 — О друзьях-товарищах
- 1970 — Поздний ребёнок
- 1971 — Нам некогда ждать
- 1974 — Единственная дорога
- 1976 — «Сто грамм» для храбрости…
- 1977 — Родные

## Музыка к мультфильмам
- 1950 — Когда зажигаются ёлки
- 1950 — Волшебный клад
- 1950 — Жёлтый аист
- 1951 — Сердце храбреца
- 1951 — Лесные путешественники
- 1953 — Непослушный котёнок
- 1955 — Необыкновенный матч
- 1955 — Пёс и кот
- 1956 — Старые знакомые
- 1956 — Шакалёнок и верблюд
- 1958 — На перекрёстке
- 1959 — Скоро будет дождь
- 1960 — Королевские зайцы
- 1960 — Мурзилка и великан
- 1961 — Чиполлино
- 1966 — Это не про меня
- 1966 — Тимошкина ёлка
- 1970 — Сладкая сказка
- 1972 — В гостях у лета
- 1974 — Футбольные звёзды